# Sportjournalistik
Die Sportjournalistik ist eine Teildisziplin der Sportwissenschaft und wird in Studiengängen an Hochschulen, Fachhochschulen oder Medienakademien angeboten.

## Sport- und Medienwissenschaft
Ein Studium setzt die wissenschaftliche Auseinandersetzung mit wissenschaftlichen Methoden mit dem Gegenstand des Studiums voraus. Die Medienwissenschaft ist eine Sozialwissenschaft, die Sportwissenschaft ist zwar interdisziplinär, beinhaltet jedoch eine Vielzahl naturwissenschaftlicher Elemente. Schließlich geht es in der Anwendung zusätzlich um Sprache und um Technik. In dieser Vielseitigkeit mitsamt ihrer ethischen Verantwortung liegt die Problematik des Studienfaches.

## Studium
Studienschwerpunkte bilden die wissenschaftliche Untersuchung und Gestaltung moderner Sportkommunikation und die Unterstützung bei der Ausbildung moderner Sportkommunikatoren. Neben grundlegenden Vorlesungen und spezifischen Seminaren gehören in der Regel auch Praxisstationen zum Lehr- und Ausbildungskonzept. Sofern das (Teil-)Fach im Rahmen eines sportwissenschaftlichen Studiums angeboten wird, ist eine sportpraktische Aufnahmeprüfung erforderlich.

## Einsatzbereich
Absolventen des Sportjournalistik-Studiums finden ihre Tätigkeit unter anderem bei sportaffinen Medien, wie Fernsehen, Radio, Print oder in einer Online-Redaktion und sind sodann im Bereich Sportjournalismus tätig. Auch der Einsatz in PR-Abteilungen von Sportunternehmen, Sportvereinen oder Sportverbänden möglich oder die persönliche Unterstützung eines Spitzensportlers im Bereich der Öffentlichkeitsarbeit.